# Kamieniec (przystanek kolejowy)
Kamieniec – zlikwidowany przystanek osobowy w Kamieńcu, w województwie śląskim, w powiecie tarnogórskim, w gminie Zbrosławice, w Polsce. Został otwarty w dniu 7 października 1928 roku razem z linią kolejową z Zabrza Mikulczyc do Tworoga.